# Matthew Hickey
Matthew « Nat » Hickey (né le 30 janvier 1902 ; décédé le 1er janvier 1979), est un joueur et entraîneur américain de basket-ball.
Arrière d'1,80 m, Hickey joua entre les années 1920 et les années 1940 en tant que membre de nombreuses équipes professionnelles, dont les Cleveland Rosenblums en American Basketball League, des Pittsburgh Raiders, des Indianapolis Kautskys et des Tri-Cities Blackhawks en National Basketball League.
Lors de la saison 1947-1948, Hickey devint entraîneur durant 29 rencontres des Providence Steamrollers en Basketball Association of America (l'ancêtre de la NBA). L'équipe de Hickey réalisa un bilan de 4 victoires - 25 défaites. Le 28 janvier 1948, deux jours avant son 46e anniversaire, Hickey décida de se faire entrer en cours de match. Il tenta trois tirs, n'en réussissant aucun et commit une faute. Hickey détient toujours le record du plus vieux joueur de l'histoire de la NBA à l'âge de 45 ans et 363 jours.
Il venait de l'île de Korčula en Croatie (qui était auparavant sous contrôle austro-hongrois).